# زهرا نوربخش
زهرا نوربخش (زاده 11 ژوئن 1980) کمدین، نویسنده، بازیگر و گوینده همکار پادکست #GoodMuslimBadMuslim (مسلمان خوب مسلمان بد)، کمدین، ایرانی آمریکایی است.
او یکی از نویسندگان نیویورک تایمز است که دارای بخش‌های ویژه ای به نام عشق انشالله: زندگی مخفی عشق زنان مسلمان آمریکا، با ستون ماهانه با عنوان «شوهر کافر من» داشته‌است. نوربخش یک کمدین برجسته در اولین جشنواره خندوانه مسلمانان در شهر نیویورک بود.

## حرفه
نوربخش در سال ۲۰۰۶ از دانشگاه کالیفرنیا، برکلی فارغ‌التحصیل شد. او به عنوان یک استندآپ کمدین شروع به کار کرد و فعالیت انفرادی خود را در سال ۲۰۰۷ به سرپرستی دبلیو کاماو بل در کارگاه نمایش عملکرد سولو آغاز شد، جایی که نوربخش چند نمایش از جمله همه آتئیست‌ها مسلمانند و حجاب و همرمان را به نمایش گذاشت.
او در یک سری وب " زندگی وان" ایفای نقش کرد و همچنین ضبط زنده ای از پادکست #GoodMuslimBadMuslim را به همراه همتای خود تانزیلا احمد در محوطه کاخ سفید انجام داده‌است.

## زندگی شخصی
نوربخش با مادر، پدر و سه خواهر و مادرش در دانویل کالیفرنیا بزرگ شد. او به همراه همسرش دانکن در سانفرانسیسکو کالیفرنیا زندگی و کار می‌کند. او همچنین عضو گروتوی نویسندگان سانفرانسیسکو است.
کار او با پادکست #GoodMuslimBadMuslim ناشی از مکالمه با همکار خود تانزیلا احمد است. زهرا اظهار داشته‌است که گوشت خوک می‌خورد و الکل می‌نوشد، اما هنوز هم خود را یک مسلمان می‌داند.